# Gran Torino
Gran Torino är en amerikansk dramafilm från 2008, regisserad av Clint Eastwood som även spelar huvudrollen. Medverkar i filmen gör också Clint Eastwoods yngre son, Scott Eastwood. Filmmusiken komponerades av Eastwoods äldre son, Kyle Eastwood.

## Handling
Den missnöjde krigsveteranen Walt Kowalski (Clint Eastwood) ämnar förbättra sin kinesiske granne Thao, en ung hmongsk tonåring som tillsammans med sin kusin, en gängmedlem, försökte stjäla Kowalskis mest älskade ägodel: hans Ford Gran Torino -72. Med tiden kommer han att tycka om den blyge pojken och hans familj och en vänskap börjar gro.

## Om filmen
- Filmen nominerades för en Golden Globe och tilldelades två priser av National Board of Review i USA.
- Gran Torino är Clint Eastwoods mest framgångsrika film någonsin. Intäkterna blev nära 270 miljoner dollar och ingen annan av hans filmer har dragit in så mycket pengar.

## Rollista (urval)
- Clint Eastwood - Walt Kowalski
- Bee Vang - Thao Vang Lor
- Ahney Her - Sue Lor
- Christopher Carley - Fader Janovich
- Doua Moua - Fong (Spider)
- Brian Haley - Mitch Kowalski
- Brian Howe - Steve Kowalski
- Dreama Walker - Ashley Kowalski
- John Carroll Lynch - Martin
- Scott Eastwood - Trey